# Felicjan Sławoj Składkowski
Felicjan Sławoj Składkowski, poljski general, * 1885, † 1962.